# 猪场坪镇
猪场坪镇，原为猪场坪乡，是中华人民共和国贵州省黔西南布依族苗族自治州兴义市下辖的一个乡镇级行政单位。2019年撤乡设镇。

## 行政区划
猪场坪乡下辖以下地区：
猪场坪村、丫西田村、田湾村、堡上村、丫口寨村、龙滩村、长湾村和毛草湾村。